# Перша латинська війна
Перша латинська війна — збройний конфлікт, який відбувався між Римською республікою та Латинським союзом 498 р. до н. е. — 493 р. до н. е.

## Історичне тло
Згідно з історичними хроніками, початки цієї війни між римлянами та латинянами можна побачити ще в 501 р. до н. е., хоча корінні причини датуються набагато раніше. У 501 р. до н. е. римляни, очікуючи війни проти союзу низки латинських міст, вперше в своїй історії обрали диктатора, ним став Тіт Ларцій Флав, і начальника кінноти — Спурія Кассія Вісцеліна. У 501 р. до н. е. відбулися два основні інциденти, які, ймовірно, спровокували римлян обрати диктатора. По-перше, між римлянами та сабінами відбувся конфлікт, коли група сабінян іронічно викрала ряд римських жінок під час фестивалю, який проводився в Римі. Це відносно тривіальне дійство призвело до жорстокої сварки, яка загрожувала майже війною двох міст, попри те, що Рим рішуче переміг сабінян зовсім недавно між 505—503 рр.до н. е.
Іншою і більш значущою причиною призначення диктатора стала агітація решти Латинської ліги, групи з близько 30 різних латинських міст-держав, які були розташовані по всьому Лацію. Незабаром після призначення Тіта Ларція диктатором, сабіни подали позов про швидкий мир, залишивши Лоргія зосередити свою увагу на решті Латинського союзу. Зростаюча могутність Риму в Лації почала порушувати баланс сил Лацію. У результаті Октавій Мамілій, лідер Тускулума, почав агітувати міста Латинської ліги за спільну справу проти Риму. Мамілій був зятем колишнього римського царя Луція Тарквінія Гордого, який пішов у вигнання при Тускулумі після його поразки в битві на Сілві-Арсії з етрусками та його відмови знову захопити Рим за підтримки Клузію відразу після цього.

## Війна
Найважливішою вирішальною битвою цієї війни була битва на озері Регілл, яка відбулася бл. 496 до н. е. поблизу Фраскаті. Римська перемога значно мірою пояснюється рішучими діями з боку патриціанських кавалерійських частин. Згідно з римськими легендами, Кастор і Поллукс повинні були битися на римській стороні цього бою як члени знаменитих кавалерійських частин.

## Закінчення війни
Війна закінчилася Кассійським договором, укладення якого свідчило про союз між римлянами та членами Латинського Союзу. Договір був названий на честь сучасного римського консула, Спурія Кассія Вісцелліна. Цей конфлікт ознаменував переломний момент, коли Рим став домінуючою владою в Лації, хоча він все ще визнавав автономію та незалежні права різних латинських державних міст і не приєднав жодне з міст до своїх прапорів. Договором було передбачено, що латиняни повинні надавати військову допомогу у випадку зовнішніх загроз і будь-які армії, зібрані таким чином, повинні перебувати під римським командуванням. Договір додатково легалізував шлюб між римськими громадянами та латинянами, що був попереднім суперечкою, і відновив усю торгівлю між містами.